# 南あわじ市立辰美小学校
南あわじ市立辰美小学校（みなみあわじしりつ たつみしょうがっこう）は、兵庫県南あわじ市津井にある公立小学校。

## 沿革
- 2005年(平成17年)4月1日 - 南あわじ市立辰美小学校開校。

## 通学区域
- 南あわじ市津井地区、阿那賀（丸山）地区、伊加利地区[1]

## 進路状況
ほとんどの児童は南あわじ市立西淡中学校へ進学する。

## 通学区域が隣接している学校
- 南あわじ市立湊小学校
- 南あわじ市立志知小学校
- 南あわじ市立福良小学校
- （徳島県）鳴門市鳴門西小学校 （海を挟んで隣接。）